# 클로드 루이 베르톨레

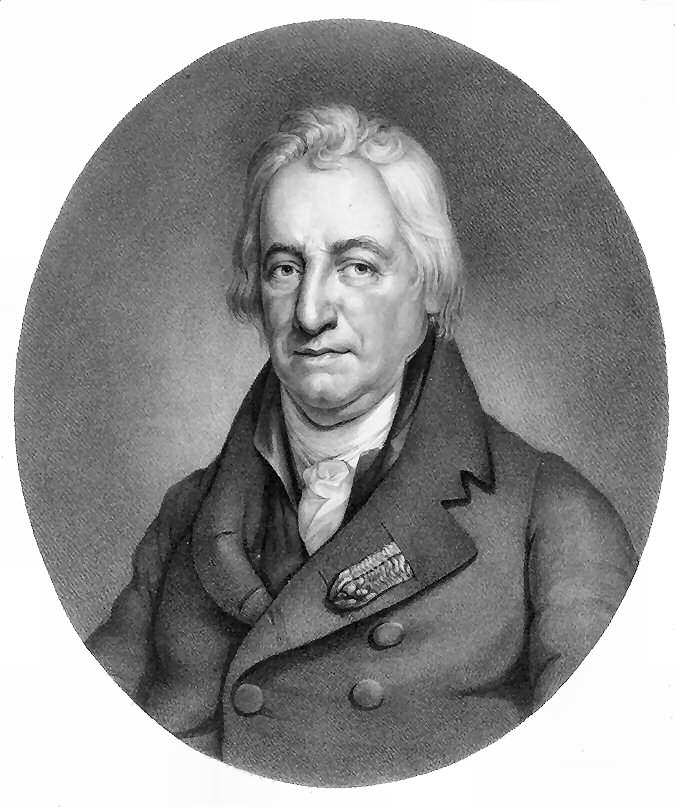
클로드 루이 베르톨레

클로드 루이 베르톨레(프랑스어: Claude Louis Berthollet, 1748년 12월 9일 ~ 1822년 10월 27일)는 프랑스의 화학자이다.

## 생애
1748년 사보이의 안시 근처의 탈루아르에서 태어났다. 샹베리에서 수학하다가 토리노에서 공부를 계속하여 의학 학사를 받은 후 1772년 파리시에 정착하여 오를레앙 공 필리프의 주치의가 되었다. 그의 화학에 대한 연구가 학자들의 주목을 받아 1780년에는 프랑스 과학 아카데미의 회원이 될 수 있었다. 1785년 그는 스스로를 앙투안 라부아지에 학파의 일원으로 선포하였으나 라부아지에의 산소에 대한 견해에 동조하지는 않았다. 1787년 그는 라부아지에를 포함한 다른 학자들과 함께 화학적 명명법 개정에 많은 노력을 하였다. 또한 베르톨레는 암모니아, 황화 수소, 시안화 수소산 등의 조성을 연구하였다. 또한 1785년에 염소, 산화염소산 등이 표백제로 효과가 있다는 사실을 발견하였으나 염소가 원소 인지는 알지 못하였다. 염화 칼륨의 제작법을 개발하여 이를 초석 대신 화약에 사용하는 방법을 찾기도 하였다. 염화 칼륨은 그의 의도대로 초석을 대체하지는 못하였으나 유색화약의 재료로 사용될 수 있었다.
프랑스 혁명 초기 초석의 부족이 심각한 문제로 표면화되었을 때, 그는 화약 제작 위원회를 이끌어 프랑스에서 초석 생산을 증대시키는 데 많은 노력을 하였다. 염색의 원리에 대한 체계적인 설명을 제시한 책인 Élémens de l'art de lateinture를 1791년에 출판하였다. 1794년 그는 농업국 국장과 폴리테크니크 및 사범학교의 교수가 되었고 1795년에는 아카데미를 국립학술원으로의 재건하는 일에 활발한 활동을 하였다. 1798년 베르톨레는 나폴레옹의 이집트 원정에 동행하였다. 프랑스로 돌아온 후 그는 평의원이 되었고, 레지옹 도뇌르 훈장을 수여받았다. 제국이 성립되자 그는 백작이 되었고, 부르봉 왕가의 복귀 후 귀족이 되었다. 그는 말년을 아르쾨유에서 보냈고, 그 곳에서 연구실을 마련하여 많은 뛰어난 과학자들이 그의 연구실을 찾고는 하였다. 그의 연구실에서 그와 그의 후학들의 토론은 1807년부터 1817년에 걸쳐 Memoires de la sociélé d'Arcueil이라는 이름으로 세권의 책으로 출판되었다. 베르톨레는 1822년 아르쾨유에서 사망하였다.

## 업적
베르톨레는 화학 반응에 있어서 원소는 모든 비율로 반응할 수 있다고 주장하였고, 이는 조제프 루이 프루스트등과 같은 당대의 많은 화학자들과의 논쟁을 촉발시켰다. 그 결과 일정 성분비의 법칙이 정립될 수 있었다.
베르톨레의 가장 유명한 저서는 1803년 출간된 Essai de statique chimique이다. 그는 이 책에서 물리화학적 문제들을 체계적으로 해결하고자 노력하였다.
 본 문서에는 현재 퍼블릭 도메인에 속한 브리태니커 백과사전 제11판의 내용을 기초로 작성된 내용이 포함되어 있습니다.